# تره، بنین
تره، بنین (به لاتین: Tré, Benin) یک سکونتگاه مسکونی در بنین است که در داسا-زومه، بنین واقع شده‌است.

## خصوصیات
تره ۴٬۹۰۳ نفر جمعیت دارد.